# Флинт, Кэролайн
Луиза Кэролайн Флинт (род. 20 сентября 1961) — британская политическая деятельница от Лейбористской партии, член парламента (МП) от Дон-Вэлли с 1997. Входила в правительство в качестве министра здравоохранения с 2005 по 2007 год, министра по вопросам занятости с 2007 по 2008 год, министра по жилищному строительству и планированию в 2008 году, и, наконец, как министр по делам Европы с 2008 по 2009 год, когда она ушла в отставку, объяснив это несогласием со стилем руководством Гордона Брауна.
В октябре 2010 года она вошла в теневой кабинет, где Эд Милибэнд назначил её теневым секретарём по делам общин и местного самоуправления. В 2011 году её перевели на роль теневого секретаря по вопросам энергетики и изменения климата.

## Биография
Она получила степень бакалавра по американской литературы и истории в Университете Восточной Англии. В 1978 году она присоединилась к Лейбористской партии. В 1982—1984 она была ответственна за дела женщин в Национальной организации лейбористских студентов. Она работала в Администрации образования внутреннего Лондона. В 1988—1989 она возглавляла женское отделение Национального союза студентов. В 1989—1991 она была ответственна за вопросы равенства в Раде Ламбета, в течение следующих двух лет была ответственна за вопросы развития. В 1994—1997 работала в профсоюзе GMB.
Она является членом Фабианского общества. С 1997 года она является членом Палаты общин. В 1999 году стала личным парламентским секретарём Питера Хейна, а в 2002 году — Джона Рида. В июне 2003 года она стала членом правительства в качестве парламентского заместителя Министра внутренних дел, в 2005 году заняла ту же должность в Министерстве здравоохранения. В 2006 году она была назначена государственным министром в Министерстве здравоохранения.
В 2007 году она была руководителем избирательной кампании Хейзел Блэрз на должность заместителя лидера партии, однако она эти выборы проиграла. В июне того же года Флинт была переведена в Министерство труда и пенсий, где она была ответственна за занятость. Она также получила недавно созданную должность государственного министра по вопросам Йоркшир и Хамбер. В январе 2008 года она была назначена государственным министром по делам строительства и планирования, а в октябре 2008 года стала госминистром по делам Европы. Флинт подала в отставку со всех должностей 5 июня 2009 года из-за того, как она утверждает, что Гордон Браун руководил «двухуровневым правительством», а её использовал как «женский образ в оформлении витрины» (female window dressing).
Флинт замужем за Фили Коули, за которого она вышла замуж в июле 2001. У них есть трое детей.

## Ссылка
- Официальный сайт